# Richard Warholm
Axel Richard Warholm, född 6 januari 1857 i Skara, död 27 mars 1942 i Kalmar, var en svensk läkare. Han var son till Johan Wilhelm Warholm, bror till Thorsten Warholm och halvbror till Edvin Warholm.
Warholm blev student vid Lunds universitet 1876, medicine kandidat 1883, medicine licentiat 1887 och medicine doktor 1889. Han var amanuens och underläkare vid Lunds lasarett 1887–1890, docent i kirurgi vid Lunds universitet 1890–1897, biträdande lasarettsläkare i Lund 1893—1897, tillförordnad professor i kirurgi och obstetrik vid Lunds universitet 1897–1898, praktiserande läkare i Göteborg 1898—1901, lasarettsläkare i Söderköping 1901–1907 och i Kalmar 1907–1922. Han författade skrifter i kirurgiska ämmen.
Richard Warholm är begravd på Klosterkyrkogården i Lund.